# سندو
سندو هي قرية في بلدية بهامو، في مقاطعة بهامو في ولاية كاشين، شمال شرق ميانمار.

## روابط خارجية
- خريطة القرية بالأقمار الصناعية على مابلاند
- الموقع الإلكتروني للقرية